# Associazione Sportiva Fanfulla 1963-1964
Questa voce raccoglie le informazioni riguardanti l'Associazione Sportiva Fanfulla nelle competizioni ufficiali della stagione 1963-1964.

## Stagione
Nella stagione 1963-64 il Fanfulla partecipa al campionato di Serie C, girone A, terminando a 31 punti in dodicesima posizione, due soli punti in più del Pordenone che è retrocesso in Serie D con il Saronno, il torneo è dominato dalla Reggiana con 55 punti, tredici in più del Savona, con questo risultato gli emiliani tornano in Serie B.

## Rosa
| N. |                   | Ruolo | Calciatore        |
| -- | ----------------- | ----- | ----------------- |
|    | Italia (bandiera) | D     | Aldo Acerbi       |
|    | Italia (bandiera) | C     | Sergio Andena     |
|    | Italia (bandiera) | A     | Roberto Bertani   |
|    | Italia (bandiera) | P     | Luigi Bisleri     |
|    | Italia (bandiera) | D     | Lorenzo Bonometti |
|    | Italia (bandiera) | A     | Enrico Brambilla  |
|    | Italia (bandiera) | A     | Giovanni Brenna   |
|    | Italia (bandiera) | A     | Alberto Carelli   |
|    | Italia (bandiera) | D     | Armando Codecasa  |

| N. |                   | Ruolo | Calciatore         |
| -- | ----------------- | ----- | ------------------ |
|    | Italia (bandiera) | A     | Virginio Costa     |
|    | Italia (bandiera) | D     | Bruno Giovannini   |
|    | Italia (bandiera) | D     | Egidio Parmigiani  |
|    | Italia (bandiera) | C     | Giovanni Ramella   |
|    | Italia (bandiera) | C     | Danilo Ravani      |
|    | Italia (bandiera) | C     | Giampaolo Rebecchi |
|    | Italia (bandiera) | D     | Luigi Sala         |
|    | Italia (bandiera) | C     | Carlo Torriani     |
|    | Italia (bandiera) | P     | Vito Vaglia        |